# НХЛ Зимски класик 2010.
НХЛ Зимски класик 2010. или због спонзора познатији као Bridgestone NHL Winter Classic 2010 је трећи по реду Зимски класик. Зимски класик је утакмица у НХЛ-у која се једном годишње, 1. јануара, игра на отвореном.
Утакмица је одиграна на познатом стадиону бејзбол клуба Бостон ред сокса - Фенвеј парку, између Бостон бруинса и Филаделфија флајерса. Утакмицу је пратило 38.112 гледалаца.

## Ток утакмице
У првом периоду видело се јако мало акције и прилика, па се прва трећина завршила без погодака. На самом почетку друге трећине постигнут је погодак. Дани Сиврет је на додавање Скота Хартнела и Џефа Картела постигао је свој први НХЛ погодак и Флајерси су тако повели.
Како је одмицала трећа трећина чинило се како ће Флајерси забележити своју пету победу у низу. Четири минута пре краја утакмице, играч Филаделфије Флајерса Кимо Тимонен зарађује казну због прекршаја. Бруинси су до изједначења стигли два и по минута пре краја. Са играчем више једну лепу акцију завршио је 41-годишњи Марк Реки и Бостон је изједначио. Ударац Дерека Мориса на гол, Реки скреће у небрањени део мреже одличног Мајкл Лејтона.
У продужетку Бруинси долазе до победе када је Патрис Бергерон одлично пронашао Марка Штурма, који је донео велико славље Бруинсима.
| 1. јануар 2010 13.00                                                                      |                              |                                           |                                |
| Бостон бруинси                                                                            | 2:1 ПР. (0:0, 0:1, 1:0, 1:0) | Филаделфија флајерси                      | Фенвеј парк Бостон, Масачусетс |
| М. Реки (Д. Морис, Д. Крејчи) (57:42) М. Штурм (П. Бергерон, З. Хара) (61:57) (Продужеци) |                              | Д. Сиврет (С. Хартнел, Џ. Картел) (24:42) | Фенвеј парк Бостон, Масачусетс |